# 鲍里斯·穆耶夫
鲍里斯·多利亚耶维奇·穆耶夫（俄语：Борис Доляевич Муев，1942年12月21日—2021年2月8日），苏联政治人物，曾任俄共卡尔梅克共和国委员会第一书记。

## 生平
1942年生于卡尔梅克苏维埃社会主义自治共和国克切涅雷区萨尔帕国营农场。1965年毕业于萨拉托夫农业学院，1965年至1966年在军队服役，后在萨尔帕国营农场工作。1967年至1971年，担任尤斯塔区农业经济管理局局长。1972年1月至1975年9月，担任尤斯塔区巴伦国营农场场长。1975年9月至1978年，担任苏共卡尔梅克州委某部副部长。1979年1月至1982年9月，担任苏共采林内区委员会第一书记。1982年9月至1983年8月，担任苏共卡尔梅克州委行政机关部部长。1983年9月至1986年6月，在苏共中央社会科学院研究生院进修。1986年7月至1988年10月，担任苏共尤斯塔区委第一书记。1988年10月至1990年10月，担任苏共卡尔梅克州委第二书记。1990年10月至1991年11月，担任俄共卡尔梅克共和国委员会第一书记。苏联解体后，1992年3月至1993年6月，担任卡尔梅克共和国税务监察局局长。1996年开始担任卡尔梅克国立大学企业经济与管理系副教授。2021年2月8日逝世。